# Virginia E. Johnson
Virginia Eshelman Johnson (Springfield, 11 de fevereiro de 1925 — St. Louis, 24 de julho de 2013) foi uma psicóloga estadunidense.
Fez parte do grupo de pesquisas sobre a sexualidade humana Masters and Johnson. Atuando em conjunto com William Masters, ela foi pioneira no estudo da natureza da reação sexual humana e da diagnose e do tratamento de desordens sexuais de 1957 a 1990.
Johnson conheceu Masters em 1957 quando ele a contratou para ser uma assistente de pesquisas de um estudo compreensivo da sexualidade humana. Eles se casaram em 1969 mas se divorciaram três décadas mais tarde, praticamente acabando com quaisquer avanços em suas pesquisas.